# Bahnhof Burbach (Kr Siegen)
Der Bahnhof Burbach (Kr Siegen) ist der Bahnhof der gleichnamigen Gemeinde im südlichen Siegerland.

## Geschichte
Die Eisenbahnstation wurde Anfang der 1860er Jahre eröffnet, als die Cöln-Mindener Eisenbahn-Gesellschaft die Strecke von Deutz nach Gießen baute.
Mitte 1861 wurde die 2,41 Meilen lange Strecke Betzdorf–Burbach der Cöln-Giessener Eisenbahn eröffnet. Zu den seit 1861 in Betrieb stehenden Bahnstrecken Deutz–Siegen und Betzdorf–Burbach mit 15,67 ml. kam am 12. Januar 1862 die Strecke Burbach–Gießen mit 8,63 ml. hinzu, sodass am Ende des Betriebsjahres die gesamte Zweigbahn mit 24,30 ml. eröffnet war. 1893 wurde die Umbenennung der Station von „Burbach (Sieg)“ in „Burbach (Westf.)“ beschlossen. Die Empfangsstation „Burbach (Westf.)“ des Direktionsbezirks Frankfurt (Main) wurde unter anderem wie auch andere Stationen des Siegerlandes mit Steinkohlen usw. aus dem Ruhrbezirk beliefert.
Doch als 1915 die Dillstrecke fertiggestellt wurde (Gießen–Siegen seit 14. Mai 1965; Siegen–Köln seit 1. Mai 1980 elektrifiziert), verlor die Hellertalbahn immer mehr an Bedeutung und somit auch der Bahnhof. Die alte Strecke über Burbach weist heute nur noch lokale Bedeutung auf (Verkehrsgemeinschaft Westfalen-Süd), und der Bahnhof Burbach gehört zur Preisklasse 6.

## Gegenwart
Das Empfangsgebäude des Bahnhofs wurde verkauft und die Wartehalle geschlossen. Im Gegenzug wurden mehrere Unterstände errichtet.
Der Bahnhof besitzt folgende Gleise:
- Gleis 1 ist ein Durchgangsgleis und ist über den Hausbahnsteig stufenlos erreichbar. Die Kantenhöhe beträgt 38 cm.[8]
- Gleis 2 ist ein weiteres Durchgangsgleis mit Zwischenbahnsteig. Er ist über den Hausbahnsteig erreichbar, allerdings nicht barrierefrei. Die Kantenhöhe beträgt 38 cm.[8]
- Gleis 3 war ein Durchgangsgleis mit Bahnsteig und ist durch Umbauarbeiten jetzt nur noch ein Stumpfgleis ohne Bahnsteig. Es wird für Rangierarbeiten der Kreisbahn Siegen-Wittgenstein für die Firma Saar-Blankstahl GmbH verwendet.
- Gleis 4 war ein Durchgangsgleis ist seit 2019 teilweise abgebaut.
- Gleis 5 und Gleis 6 waren ehemalige Durchgangsgleise und schlossen eine private Güterverladung sowie eine ehemalige Industrieanlage an. Heute sind sie nicht mehr ans Netz angeschlossen, teils mit Büschen und Bäumen überwachsen und auch teils mit Kies überschüttet worden.

Außerdem existiert noch der alte Güterschuppen. Er liegt an Gleis 1 westlich des Empfangsgebäudes, ist in einem sehr schlechten Zustand und wurde aufgegeben.

## Personenverkehr
Im Burbacher Bahnhof hält die Hellertal-Bahn (RB96). Mit Ausnahme von vereinzelten Abweichungen fahren die Züge regulär von Gleis 1 ab:
| Linie | Linienverlauf | Takt    | Regelgleis |
| ----- | --- | ------- | ---------- |
| RB 96 | Hellertal-Bahn: Betzdorf (Sieg) – Grünebacherhütte – Grünebach Ort – Sassenroth – Königstollen – Herdorf – Struthütten – Altenseelbach – Neunkirchen (Kr Siegen) – Wahlbach (Kr Siegen) – Burbach (Kr Siegen) – Würgendorf (Ort) – Würgendorf – Holzhausen (Kr Siegen) – Niederdresselndorf – Allendorf (Dillkr) – Haiger Obertor – Haiger – Sechshelden – Dillenburg Stand: Fahrplanwechsel Dezember 2021 | 120 min | 1          |

Die Linie RB 96 (Betzdorf–Dillenburg) wird von der Hessischen Landesbahn mit Triebwagen der Baureihe 1648 betrieben. Sie verkehrt hier werktags im Zweistundentakt, der über Verstärker zu den Stoßzeiten verfügt. Am Wochenende gibt es einen durchgängigen Zweistundentakt.

## Güterverkehr
Der Güterverkehr wird von der Kreisbahn Siegen-Wittgenstein betrieben. Es wird die Saar-Blankstahl GmbH mehrmals die Woche in Burbach angefahren und weiter Richtung Betzdorf (Sieg) transportiert. Außerdem durchqueren Güterzüge aus Würgendorf (Dynamit Nobel Defence) den Bahnhof. Die WLE fährt außerdem das Mannesmann-Stahlwerk in Holzhausen an.

## Zukunft
Der Bahnhof Burbach soll umgebaut werden. Der Stundentakt, der nur zwischen Betzdorf (Sieg) und Neunkirchen (Kr Siegen) gilt, soll weiter bis Dillenburg ausgebaut werden. Da Burbach dann Kreuzungsbahnhof werden soll, soll ein neues Stellwerk gebaut werden. Außerdem soll der Mittelbahnsteig auf 55 cm ausgebaut werden, damit wenigstens Züge in eine Fahrtrichtung barrierefrei zu erreichen sind.
Weitere Änderungen sind eine neue Ausstattung (Wetterschutz), eine neue Beleuchtung und eine bessere Beschilderung. Diese Punkte wurden ins Bahnhofsförderprogramm des Zweckverbandes Westfalen-Lippe (NWL) aufgenommen.
Außerdem wurde überlegt, den Güterschuppen abzureißen, um einen neuen Busbahnhof zu errichten.